# Республика Брешия
Республика Брешия (итал. Repubblica Bresciana) — временная дочерняя республика Франции в Италии. Основана 18 марта 1797 года после французской оккупации Брешии и Бергамо, она стала частью Цизальпинской республики 20 ноября 1797 года.

## История

### Французская оккупация
После битвы под Лоди некоторые колонны итальянской армии вошли на территорию Венецианской республики, чтобы преследовать побеждённую австрийскую армию. Французский генерал Жан-Батист Доминик Руска встретился 25 мая с капитаном и вице-подестой Брешии Пьетро Альвизе Мочениго вблизи Коккальо. Мочениго позволил Руске и его офицерам войти в город, пока французская армия оставалась за стенами. В тот же вечер французские генералы были приняты в домах местной знати, а армия расположилась лагерем в кантоне Момбелло. Однако многие французские солдаты поднялись на стены, так как ворота были заперты, и вошли в город. Двумя днями позже Наполеон Бонапарт прибыл в Брешию, прообщавшись с венецианским представителем около часа.
Занятие крепости Пескьера австрийскими войсками под командованием генерала Липтая и гостеприимство, которое Верона оказала «врагу Французской республики, брату осуждённого короля», послужили предлогом для военного занятия города 30 мая. Чтобы ограничить ущерб, Collegio dei Savi предложил Франческо Баттаджиа на роль Чрезвычайного провведитора ди Терраферма, учитывая роль, которую они играли в качестве комиссара во французской армии, и доверие, которое Бонапарт, казалось, питал к нему.

### Взятие Бролетто
К началу 1797 года материковые владения Венецианской республики, расположенные за Минчио (Брешиа, Бергамо и Крема), были оккупированы французскими войсками, а гражданское управление было возложено на чрезвычайного суперинтенданта Баттаджиа, что создавало конфликт.
Чтобы выйти из тупика, офицеры французской армии были готовы военным путём поддержать любое заявление об автономии от местной знати. Прокламации и письма, которые Наполеон Бонапарт писал для пропаганды идеалов Французской революции, ещё больше подогревали настроение. 12 марта в Бергамо произошло восстание под командованием Пьетро Пезенти и некоторых дворян, поддержанное французским посланником Лермитом и полковником трансальпийских вооружённых сил Фавром.
В Брешии организация восстания была поручена нескольким молодым дворянам, собравшимся в Палаццо Понкарали Олдофреди вечером 17 марта. Накануне в Милан был отправлен эмиссар, чтобы получить от Транспаданской республики силы бойцов, которые поддержат восстание военной силой. Эта колонна подошла бы к воротам Сан-Джованни утром 18-го и должна была предупредить об этом пушечным выстрелом. По сигналу заговорщики покинули Палаццо в направлении Бролетто, резиденции венецианского подеста на протяжении веков и в то время резиденции Чрезвычайного суперинтенданта. Во главе отряда стояли Джузеппе Лечи, будущий генерал Наполеона Бонапарта, и Франческо Фильос, который держал триколор из зелёного, белого и красного цветов. Баттаджа приветствовал заговорщиков в зале для аудиенций. По словам Да Комо, полковник Миовилович во главе венецианских сил в городе подготовил план сопротивления, но Провведиторе, также из-за присутствия французских войск, занимавших замок и не вмешивавшихся до этого момента, решил сдаться, чтобы избежать кровопролития. Был только один инцидент в районе Сан-Джузеппе, в котором был ранен представитель Бергамо. В результате этого эпизода Баттаджия был арестован и взят под стражу французским командиром в замке, только для того, чтобы быть доставленным обратно в темницы Бролетто; через несколько дней он был освобождён. Это было проделано ночью по пути в сад Бролетто, сыном Мочениго, сопровождавшимся двумя французскими солдатами.
Повстанцы создали временный муниципалитет, состоящий из сорока человек под председательством Пьетро Суарди, перед которым стояла задача успокоить население, организовать правительство в городе и распространить влияние восстания на территорию провинции. 24 марта Указом №. 72 временный муниципалитет распался и был заменён временным правительством, состоящим из сорока двух членов и всегда возглавляемым Суарди. В тот же период четыре района города были объединены в муниципалитеты, а Палаццо дель Бролетто был переименован в Национальный дворец.

### Бои в долинах
Через несколько дней после урегулирования муниципалитет и временное правительство заручились поддержкой епископа Брешии Джованни Нани. Указом от 22 марта 1797 года № 60 содержание канцелярий было предоставлено субъектам, в ведении которых находились муниципалитеты и полки, находившиеся на территории. В те же дни были получены заявления в лояльности муниципалитетов Орзинуови и Лонато с крепостями.
В долине Саббия и вдоль Ривьеры ди Сало возникли первые признаки сопротивления. Джакомо Педерцоли из Гарньяно пытался избрать делегацию для поездки в Брешию, чтобы войти в новое правительство, но не получил поддержки. В последующие дни сторонники возвращения к Серениссиме собрались в Сало вокруг благородного Джанбаттисты Фиораванти и в Валь-Саббиа вокруг священника Андреа Филиппи. Временное правительство направило в Сало посольство, но безуспешно. Сопротивляющиеся сформировали армию в Ноцца-ди-Вестоне во главе с Филиппи. В ответ временное правительство направило колонну солдат под командованием генерала Фантуцци, который, однако, потерпел поражение в первом столкновении с войсками Вальсаббина. Первая военная неудача временного правительства убедила некоторых жителей Валь-Тромпии, муниципалитеты которых уже заявили о своей лояльности Республике, к восстанию: в Карчине был создан штаб, а Пьетро Паоло Моретти был назначен главой вооружённых сил. Чтобы избежать дальнейшего расширения восстания, в апреле французская армия под командованием Лаоса вмешалась и нанесла поражение повстанцам Вальтрумпини возле их штаба.
В конце апреля настала очередь Сало, который был оккупирован и разграблен. В начале мая французская армия под командованием генерала Ландрие поднялась на Валь-Саббиа. Одоло и Преселье были пощажены, поскольку они представились офицерам с белым флагом и трёхцветной лентой, в то время как Баголино добился того же результата, предложив 500 блёсток; остальные города Вальсаббини были опустошены и разграблены между 3 и 4 мая. Указом от 7 мая 1797 года № 364 Временное правительство объявило о прекращении боевых действий.

### Другие события
1 мая 1797 года территориальная структура республики была пересмотрена путем реорганизации в десять кантонов, которые заменили полки и отряды венецианского учреждения, и сопровождалась реформой судебной структуры. Было также постановлено, что члены Временного правительства назначаются на представительной основе.
За несколько месяцев деятельности Временное правительство отличилось отменой Федекоммессо (Завещательного распоряжения, по которому тот, кто установлен наследником, обязан сохранить наследство и передать его в установленный срок полностью или частично другому лицу), введением революционного календаря и делением суток на двадцать четыре часа равной продолжительности.

### Присоединение к Цизальпинской республике
17 октября 1797 года был подписан Кампоформийский мирный договор между Французской Республикой и Австрийскими Габсбургами. Он признал переход территорий Венецианской республики к востоку от озера Гарда и реки Адидже к Австрии, а за этой автономией признал Цизальпинскую республику, которая в договоре считалась включающей не только территории бывшей австрийской Ломбардии, а также Кремаско, Бергамаско, Брешано, Мантовано и Пескьера.
Только 4 ноября текст Договора стал известен общественному мнению Брешии через газету «Демократико» под редакцией Джованни Лабуса. Подтверждение пришло в следующие дни: временное правительство получило письмо от министерства иностранных дел Цизальпины, в котором сообщалось о необходимом расширении новой республики с вхождением суверенного народа Брешии. Изменение было принято временным правительством декретом 17 ноября 1797 года. Он установил прекращение правительственных функций 20 ноября, а с 21 ноября должны были быть активированы новые ведомственные власти.
Затем территория республики была разделена на различные департаменты нового государства:
- город, Басса, Валле-Тромпия, Валь-Саббиа, Себино и Франчакорта вошли в состав департамента Мелья[6];
- Ривьера Гардесана, Дезенцано, Лонато, Монтикьяри и Асола входили в состав департамента Бенако;

Валькамоника была разделена на три департамента:
- часть долины к северу от рек Гринья и Деццо впадала в департамент Адда и Оглио[7][8];
- правый берег Оглио южнее реки Деццо вошел в департамент Серио[7];

Вместо этого левый берег той же реки к югу от потока Гринья был включен в состав департамента Мелла.
Утрата государственной автономии была компенсирована раздачей должностей местной аристократии: многие представители бывшего Временного правительства стали старшими и младшими в новых ведомствах, Джанбаттиста Савольди вошел в Директорию, Джузеппе Лечи был назначен бригадным генералом.
20 ноября, в последний день деятельности временного правительства, войска из Брешии были переброшены в Римини, вероятно, в целях предосторожности, в то время как в городе находилась колонна французов и одна колонна цизальпинцев, последняя родом из Кремоны. Передача прошла без проблем: члены новой администрации и нового муниципалитета прочитали первые прокламации и первые инструкции, которые должны были применяться на территориях прекратившей свое существование республики, которая стала теперь частью Цизальпинской республики.

## Государственная организация

### Форма государства и правления
Принятая форма государства была либеральной. Указ от 19 марта 1797 года признал свободу личности, именуемой теперь гражданином, и другие права человека, устанавливая, что любое их ограничение будет определяться законом. Этот же декрет гарантировал неприкосновенность католической религии и собственности.
Форма правления была директивной, по образцу Французской республики. Временный характер, который характеризовал республику Брешия на протяжении всей ее короткой истории, не позволил сформировать парламент, взявший на себя законодательную власть. Поэтому оно осуществлялось органами управления посредством издания указов. Чтобы гарантировать представительство всех территориальных сил, Указ от 1 мая 1797 года установил, что правительство состоит из шестидесяти членов, по шесть от каждого из десяти кантонов, на которые была разделена территория государства.